# Hermann Heimhardt
Hermann Heimhardt (* 5. September 1907 in Voerde; † 21. Februar 1972 ebenda) war ein deutscher Landrat.

## Leben und Wirken
Nach dem Studium der Rechtswissenschaften in München und Göttingen wurde Hermann Heimhardt Gerichtsreferendar am Oberlandesgericht Celle und drei Jahre später Gerichtsassessor. Er trat zum 1. Mai 1933 in die NSDAP ein (Mitgliedsnummer 2.202.213) und war SA-Obersturmführer. Im November 1935 wechselte er zum Reichsministerium für Ernährung und Landwirtschaft und war im Oktober 1936 beim Stellvertreter des Führers tätig. Am 29. März 1939 war er zunächst vertretungsweise, dann ab September kommissarisch und ab dem 6. November 1939 definitiv als Landrat des Kreises Meschede tätig. Am 2. Januar 1941 wurde er als Kriegsverwaltungsrat nach Paris abgeordnet und im Januar 1942 zur Disposition in den Wartestand versetzt. Die Dienststrafkammer Dortmund verurteilte ihn am 17. März 1942 wegen Dienstvergehens mit Entfernung aus dem Dienst. Anlass hierzu war die Verurteilung zu drei Monaten Gefängnis wegen Volltrunkenheit durch ein Militärgericht in Dijon. Am  13. Mai 1945 wurde Heimhardt auf Befehl der Militärregierung als Landrat entlassen.